# Bemonsteringsfrequentie

Analoog signaal (lichtblauw) met een gesampled signaal (rood) en een vaste spatiëring of sampling rate

De bemonsteringsfrequentie (Engels: sample frequency of sampling rate) is, onder meer bij digitale signaalbewerking en regeltechniek, het aantal keren per seconde (de frequentie) waarmee een continu signaal wordt bemonsterd. De monsters (samples) vormen een tijd-discreet signaal dat meestal in digitale vorm wordt weergegeven en het oorspronkelijke signaal vertegenwoordigt. De bemonsteringsfrequentie wordt uitgedrukt in de eenheid hertz, of in bemonsteringen per seconde.
Bij het omzetten van een analoog in een digitaal signaal, analoog-digitaal-conversie, moet in het algemeen het analoge signaal worden bemonsterd — dat wil zeggen gemeten of afgelezen — op discrete tijdstippen die op zekere intervallen van elkaar liggen. De tijdsduur van zo'n interval is afhankelijk van de toepassing, maar wordt begrensd door het Nyquist-Shannon bemonsteringstheorema (zie Nyquist-frequentie). De bemonsteringsfrequentie is de inverse van deze intervaltijdsduur: hoe korter het interval, hoe hoger de frequentie. 
In het algemeen geldt dat met een hogere bemonsteringsfrequentie signalen met een hogere frequentie gecodeerd (omgezet) kunnen worden. 

## Audio
In de digitale audio wordt gebruikgemaakt van analoog-digitaal-conversie en digitaal-analoog-conversie. Dit laatste houdt in dat een digitaal geluidsbestand wordt omgezet in het bijbehorende analoge signaal. Ieder signaalmonster wordt met een vast aantal bits gekwantiseerd. Per signaalmonster wordt dus in het digitale bestand een vast aantal bits gebruikt. 
Een typische waarde voor de bemonsteringsfrequentie, het aantal signaalmonsters per seconde, van een audio-cd is 44,1 kHz. Dit betekent dat er 44 100 monsters per seconde worden genomen van het audiosignaal. Bij dvd-audio kan een nog hogere bemonsteringsfrequentie worden gebruikt, namelijk 192 kHz.